# Banca di riserva d'Australia
La Banca Nazionale dell'Australia (in inglese Reserve Bank of Australia) è la banca centrale dell'Australia. La valuta della banca è il Dollaro australiano. Ha ricoperto questo ruolo dal 14 gennaio 1960, quando il Reserve Bank Act del 1959 rimosse le funzioni di banca centrale dalla Commonwealth Bank.
Il principale ruolo politico della banca è quello di controllare i livelli di inflazione entro un intervallo obiettivo del 2-3%, controllando il tasso di disoccupazione in base al "tasso di disoccupazione non accelerato" (NAIRU) e controllando il tasso di contante ufficiale. Il NAIRU è stato implementato nella maggior parte delle nazioni occidentali dopo il 1975 ed è stato mantenuto a un obiettivo del 5-6% di disoccupazione. Il tasso medio di disoccupazione in Australia tra la fine della seconda guerra mondiale e l'attuazione del NAIRU era costantemente compreso tra l'1 e il 2%. Dall’attuazione del NAIRU, il tasso medio di disoccupazione in Australia è stato vicino al 6%.
La RBA fornisce inoltre servizi al governo australiano e ad altre banche centrali e istituzioni ufficiali. La RBA comprende attualmente il Payments System Board, che stabilisce la politica del sistema di pagamento della banca, e il Reserve Bank Board, che stabilisce tutte le altre politiche monetarie e bancarie della banca.
Entrambi i consigli sono composti da membri della banca, del Tesoro,  di altre agenzie governative australiane e leader di altre istituzioni che fanno parte dell'economia australiana. La struttura del Reserve Bank Board è rimasta invariata dal 1951, ad eccezione del cambiamento nel numero dei membri del consiglio.  Il governatore della Reserve Bank of Australia è nominato dal Tesoriere e presiede sia i consigli dei sistemi di pagamento che quelli della Reserve Bank e quando ci sono disaccordi tra entrambi i consigli, il governatore li risolve.  L'attuale governatore della Reserve Bank è Michele Bullock, subentrato a Philip Lowe il 18 settembre 2023.

## Storia
Dalla metà del XIX secolo fino al 1890, le prospettive per la formazione di una banca centrale crebbero. Nel 1911 fu istituita la Commonwealth Bank, ma non aveva l'autorità di stampare banconote, la cui funzione era ancora quella del Tesoro. Un movimento verso il ristabilimento del gold standard si verificò dopo la prima guerra mondiale (1914-1918) con John Garvan alla guida di vari consigli di amministrazione nella contrattazione dell’offerta di moneta lungo il percorso verso tale obiettivo, e il gold standard fu istituito sia per la sterlina britannica che per la sterlina australiana nel 1925.
Durante la Grande Depressione, la sterlina australiana si svalutò, non valeva più quanto la sterlina britannica, e si allontanò formalmente dal gold standard con il Commonwealth Bank Act del 1932.  La legislazione del 1945 portò alla regolamentazione delle banche private che Herbert Coombs si oppose e, quando divenne governatore nel 1949, diede loro un controllo più generale sulle loro istituzioni.   Quando le autorità monetarie hanno implementato il consiglio di Coombs di avere un tasso di interesse flessibile, hanno permesso alla banca di fare maggiore affidamento sulle operazioni di mercato aperto. Nel 1980 l'emissione di titoli di Stato a breve termine - Buoni del Tesoro della durata di 13 e 26 settimane - passò da un sistema a rubinetto, in cui veniva fissato il prezzo, a un sistema ad asta in cui il volume delle azioni era fissato e il prezzo determinato dal mercato. Subito dopo il sistema delle aste fu esteso all’emissione di titoli di Stato a più lungo termine.
La fluttuazione del dollaro australiano è avvenuta nel 1983, più o meno nello stesso periodo in cui il sistema finanziario australiano è stato deregolamentato. Nel 1998 l'amministrazione delle banche è stata trasferita dalla banca all'Autorità australiana di regolamentazione prudenziale ed è stato creato il Payments System Board, mentre nello stesso anno alla banca sono stati conferiti poteri all'interno del consiglio.
Nel maggio 2022, la banca ha aumentato i tassi di interesse nazionali per la prima volta in più di un decennio. Questa mossa è stata progettata per combattere gli alti tassi di inflazione. La mossa ha suscitato notevoli discussioni, poiché è stata adottata durante una campagna elettorale federale fortemente incentrata sull’aumento del costo della vita.

### Metà del XIX secolo-1924

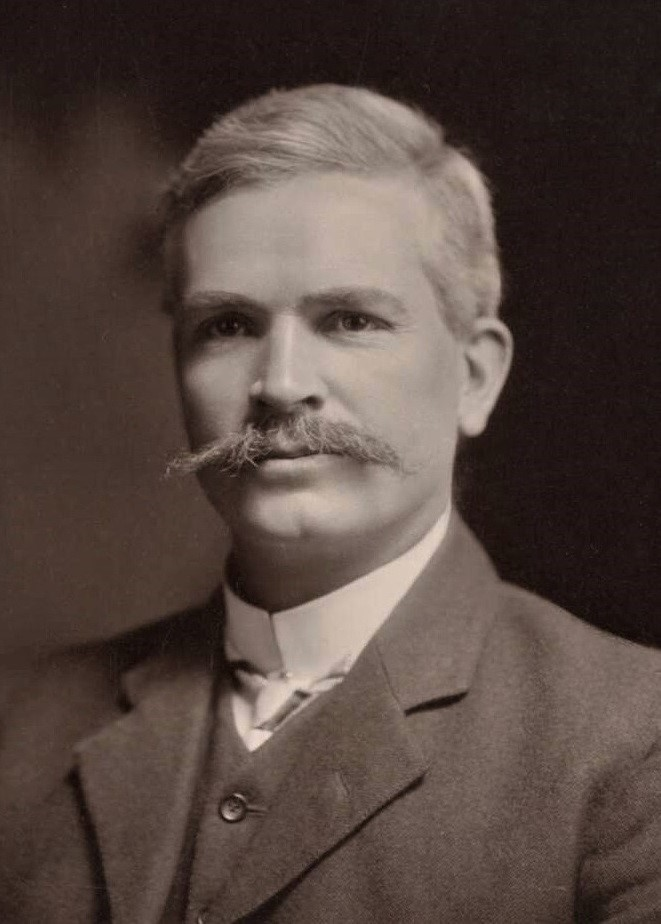
Il governo del primo ministro Andrew Fisher creò una banca commerciale di proprietà del governo, ma non una banca centrale

Le proposte per una banca nazionale in Australia furono avanzate per la prima volta a metà del XIX secolo, e ottennero un notevole impulso negli anni Novanta dell’Ottocento in seguito alla crisi bancaria australiana del 1893, durante la quale molte banche commerciali e società di costruzione crollarono, portando ad un generale peggioramento economico. depressione. Il Partito laburista australiano, formatosi in questo periodo, propose una banca che costituisse un modo protetto ed economico di fornire servizi finanziari. La piattaforma del partito per le elezioni del 1908 era per una "Banca del Commonwealth", che avrebbe avuto funzioni sia commerciali che di banca centrale.
Indipendentemente da ciò, il governo laburista di Fisher istituì la Commonwealth Bank con il Commonwealth Bank Act 1911 , entrato in vigore il 22 dicembre 1911. La nuova banca era una banca commerciale di proprietà del governo, senza alcuna funzione di banca centrale. Ha affermato che "il tempo e l'esperienza mostreranno come le sue funzioni utili possono essere estese [verso la banca centrale]". L'unica funzione che all'epoca rendeva la banca caratteristica di una banca centrale era quella di essere la banca del governo australiano, oltre ad essere la stessa per gli stati. All'epoca, il Tesoro dell'Australia mantenne il ruolo di emissione di banconote attraverso l'Australian Notes Act 1910.  La banca è stata anche la prima banca in Australia a ricevere una garanzia dal governo federale.
La Commonwealth Bank acquisì gradualmente funzioni di banca centrale. In risposta all'interruzione del commercio durante la prima guerra mondiale, le fu affidata la responsabilità di gestire il debito pubblico australiano. Tuttavia, alla fine della guerra, il ruolo principale della banca fu quello di banca di risparmio e commerciale. Durante la guerra, per finanziare il grande aumento della spesa pubblica, la valuta dell’Australia abbandonò il gold standard , così come quelle del Regno Unito e di altre parti dell’Impero britannico. 

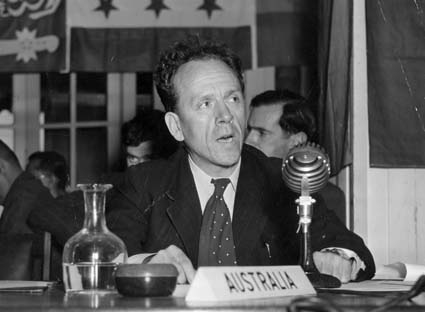
H. C. Coombs fu il governatore più longevo (in carica per 19 anni e sei mesi) e l'unico governatore ad aver diretto sia la Commonwealth Bank che la Reserve Bank of Australia

La sterlina australiana è rimasta legata alla sterlina britannica. L’inflazione in Australia è quindi aumentata, meno che in Gran Bretagna, ma più che negli Stati Uniti. La necessità di una banca centrale fu accresciuta dalla necessità per il governo di tagliare la spesa dopo la guerra per ridurre il proprio debito. Il governatore della banca del Commonwealth Denison Miller aveva sostenuto che l'emissione della valuta australiana fosse trasferita dal tesoro alla banca, poiché aveva più personale e più conoscenze monetarie. 
L'Australian Notes Board (ANB) è stato creato nel 1920 e ha parzialmente aderito alla richiesta di Miller, avendo quattro direttori, di cui il governatore della banca era un membro ex officio. L'ANB iniziò a seguire la politica del membro del consiglio John Garvan, nel contrarre l offerta di moneta, con l'obiettivo di ridurre i prezzi in modo che la libera convertibilità della sterlina australiana in oro potesse essere ristabilita ai tassi prebellici, che è il ritorno al precedente gold standard. 
Ciò è stato ottenuto rifiutando lo scambio di banconote con oro e si sperava che ciò avrebbe abbassato i prezzi interni e aumentato il tasso di cambio della sterlina australiana. Quando l'oro arrivò da New York il governo vendette titoli per diminuire l'effetto dell'espansione monetaria, eseguendo così le prime operazioni di mercato aperto nella storia dell'Australia e quindi il primo tentativo di banca centrale.

### L'autonomia (1959)
L'Australian Notes Board (ANB) fu creato nel 1920, all'interno del Dipartimento del Tesoro, che emise banconote fino al 1924, quando questa funzione fu trasferita alla Commonwealth Bank. L'ANB fu abolita dal Commonwealth Bank Act del 1924.
Il tesoriere e leader del partito nazionale Earle Page voleva porre fine alla contrazione monetaria che danneggiava particolarmente i suoi elettori agricoli, che di conseguenza ricevevano prezzi di esportazione ridotti.  Il nuovo consiglio di amministrazione che lo sostituì,  composto da vari settori del settore, nominò Garvan presidente, e così continuò la sua politica. Nel 1925, sia la sterlina britannica che la sterlina australiana tornarono al gold standard prebellico. Il ruolo principale della Commonwealth Bank continuò ad essere quello di banca di risparmio e commerciale, anche se il governo tentò di trasformare la banca in una banca centrale attraverso le sue azioni nel 1924. 
La legislazione fu introdotta dal Parlamento al culmine della Grande Depressione, nel maggio 1930, dal Tesoriere EG Theodore, per trasferire i poteri della banca centrale dalla Commonwealth Bank a una nuova banca centrale, ma ciò fallì. La sterlina australiana fu svalutata nel 1931 e cessò di essere legata alla sterlina. La Reserve Bank si allontanò dal gold standard con il Commonwealth Bank Act del 1932, che rese le banconote non più scambiabili in oro e permise alla banca di non conservare alcuna riserva aurea.  La politica monetaria della banca dal 1931 fino all'inizio degli anni '70 è stata quella di mantenere un tasso di cambio stabile con la sterlina. 

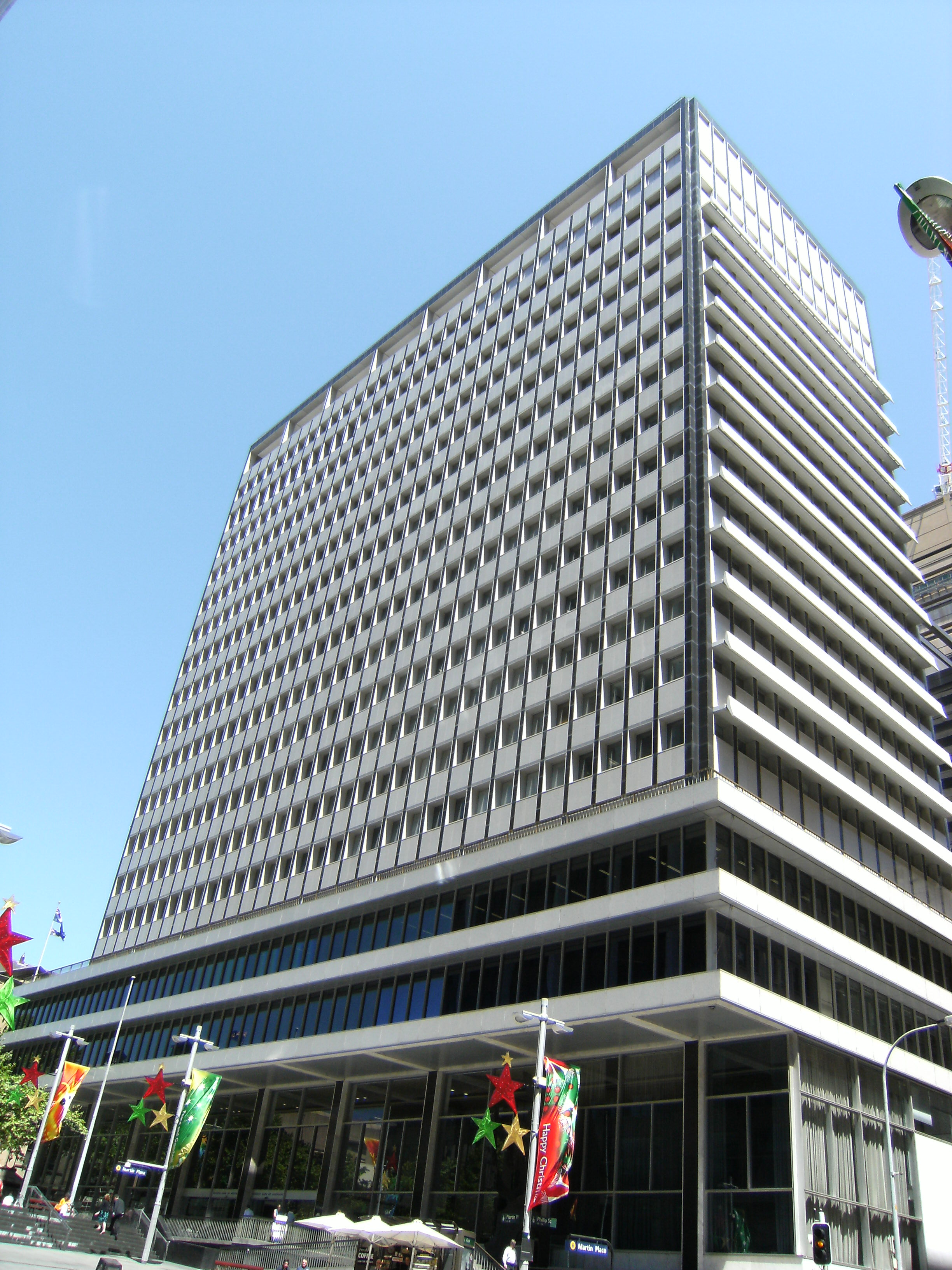
La sede della Reserve Bank of Australia a Sidney

Attraverso il nuovo Commonwealth Bank Act e il Banking Act del 1945, il consiglio fu sostituito con un altro di sei membri, composto da funzionari della banca e del tesoro. Inoltre formalizzò i poteri amministrativi della banca in materia di politica monetaria e bancaria e di controllo dei cambi e affermò anche che il governatore era responsabile della gestione della banca. La legislazione fortemente dibattuta del 1945 causò un'elevata regolamentazione sulle banche private, alla quale il successivo governatore HC Coombs si oppose, insieme alla sua opposizione alla nazionalizzazione delle banche nel 1947. Quando divenne governatore nel 1949, permise alle banche private ad avere un maggiore controllo sulla propria liquidità e tentò una politica monetaria basata sul mercato. Avvertì anche della possibilità di stagflazione nel 1959.
La legislazione del 1951 sostituì il consiglio con un consiglio di 10 membri che comprendeva il governatore, il vice governatore e il segretario al tesoro. Il consiglio rilevò la gestione della banca dal governatore. Il Reserve Bank Act 1959 (23 aprile 1959) eliminò la parte della Commonwealth Bank che eseguiva le funzioni di banca centrale e la collocò nella Reserve Bank, mentre le funzioni di banca commerciale e di risparmio rimasero alla Commonwealth Bank. Ciò finalmente creò una banca centrale separata per l'Australia nel 1959, che entrò in vigore il 14 gennaio 1960, molti anni dopo che altre nazioni ne avevano già una simile alla proposta iniziale del Tesoriere Theodore.
A metà degli anni '60, le autorità monetarie accettarono le conclusioni di Coombs e consentirono un tasso di interesse flessibile , rendendo più facile per la banca fare affidamento sulle operazioni di mercato aperto.  Il controllo dei cambi fu abolito dopo la fluttuazione del dollaro australiano nel 1983. Nei cinque anni successivi all'indagine del Comitato Campbell (1979-1984), il sistema finanziario in Australia fu deregolamentato. Un’altra indagine fu il Comitato Wallis nel 1996, entrato in vigore nel 1998. Gli effetti furono il trasferimento della supervisione delle banche dalla RBA all'Autorità australiana di regolamentazione prudenziale (APRA) e la creazione del Payments System Board (PSB), per tentare di mantenere la sicurezza e la performance del sistema dei pagamenti. Alla banca furono conferiti poteri all'interno del PSB attraverso una legislazione aggiuntiva nel 1998.
Nell’agosto 1996, l’allora governatore designato della banca Ian Macfarlane e il Tesoriere rilasciarono una dichiarazione sulla condotta della politica monetaria che riaffermava i ruoli della Reserve Bank e del governo australiano, affermando l'appoggio del governo all'obiettivo di inflazione della Reserve Bank, introdotto nel 1993. Un cambio di governo nel dicembre 2007 portò a un'altra dichiarazione da parte sia dell'ex tesoriere Wayne Swan che del governatore della Reserve Bank Glenn Stevens. Ciò modificò le dichiarazioni precedenti conferendo alla banca l’indipendenza e incoraggiando la trasparenza e la comunicazione.